# Sébastien Japrisot
Sébastien Japrisot, właśc. Jean-Baptiste Rossi (ur. 4 lipca 1931 w Marsylii, zm. 4 marca 2003 w Vichy) – francuski pisarz, scenarzysta i reżyser filmowy.

## Życiorys
Urodził się 4 lipca 1931 r. w Marsylii jako Jean-Baptiste Rossi. Jego dziadkowie byli imigrantami z południowych Włoch. Kiedy miał siedem lat, jego ojciec porzucił rodzinę – z tego powodu protagonistami swoich powieści czynił zwykle kobiety. Uczył się w jezuickiej szkole średniej, potem studiował na Sorbonie. W wieku 17 lat napisał powieść Les mal partis o okupacyjnym romansie zakonnicy i 15-latka, którą wydano w 1950 r. Powieść doczekała się wyróżnienia nagrodą l′Unanimité i została opublikowana w Stanach Zjednoczonych i Wielkiej Brytanii – po latach, w 1975 r., Japrisot sfilmował tę powieść. Na prośbę swojego wydawcy dokonał tłumaczenia powieści Buszujący w zbożu J.D. Salingera, a potem tłumaczył jeszcze inne jego prace. Od 1956 r. pracował w branży reklamowej i kręcił filmy krótkometrażowe by zarobić na swoje utrzymanie – m.in. pracował przy kampaniach Air France czy Max Factor. W 1961 i 1962 r. napisał scenariusze do dwóch filmów krótkometrażowych, które wyreżyserował.
W 1962 r. Japrisot był winien urzędowi skarbowemu 500 tysięcy franków zaległych podatków, więc gdy wydawca Robert Kanters poradził mu zarobić pieniądze napisaniem kryminału, tydzień później Japrisot przedstawił mu rękopis Przedziału morderców, a osiem dni później rękopis Pułapki na Kopciuszka. Oba rękopisy sprzedał po 250 tysięcy franków. Rossi obawiał się odbioru kryminału, dlatego wydał go pod pseudonimem Sébastien Japrisot, który powstał jako anagram liter jego imienia i nazwiska. Obie książki spotkały się z bardzo dobrym przyjęciem i obie później sfilmowano, a Pułapka na Kopciuszka wygrała w 1963 r. Grand Prix wśród powieści kryminalnych. W międzyczasie pisarz pracował pod prawdziwym nazwiskiem nad satyrycznym albumem L′Odyssexe. W 1966 r. wydał kolejny kryminał i otrzymał nagrody prix d′Honneur i Best Crime Novel. W następnych latach tworzył historie kryminalne bezpośrednio jako scenariusze filmowe, a w 1978 r. powrócił do pisania powieści i od razu otrzymał nagrodę Deux-Magots.
Był żonaty, miał dwoje dzieci.

## Wybrany dorobek
- Pasja kobiet,
- Kopciuszek w potrzasku,
- Przedział morderców,
- Pani w samochodzie, w okularach i ze strzelbą,
- Bardzo długie zaręczyny,
- Żegnaj, przyjacielu,
- Pasażer w deszczu,
- Zemsta dokona się latem.

Źródło: Wirtualna Polska.